# Tritos

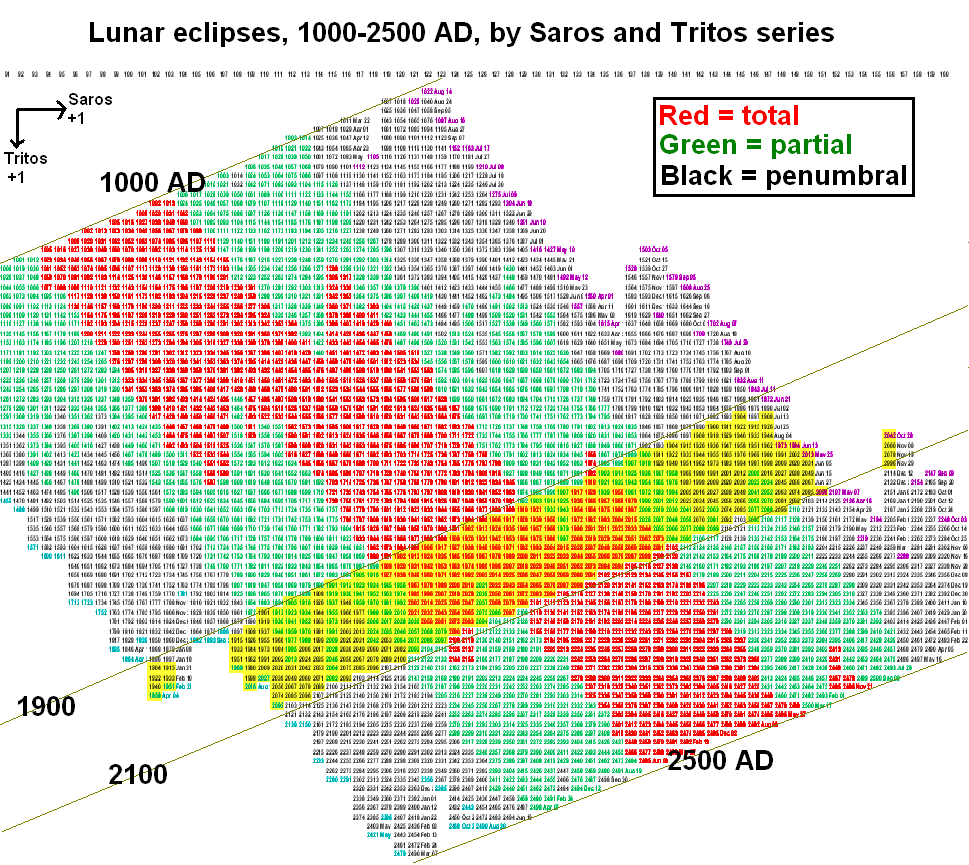
Cycles d’éclipses tritos et saros de l’an 1000 à 2500.

Le tritos est un cycle d'éclipse (en) de 3986,63 jours, soit de 11 ans réduit de 30 à 31 jours (10 ans et 11 mois).
Il correspond à :
- 135 mois synodiques ;
- 146,50144 mois draconitiques ;
- 11,50144 années d'éclipses (23 saisons d'éclipses) ;
- 144,68135 mois anomalistiques.

La civilisation Maya a utilisé des calculs issus de leurs observations des cycles d'éclipses dans lesquels une période de 3 tritos était d'approximativement de 11 960 jours, basé sur 46 périodes de leur calendrier Tzolk'in (de 46 × 260 jours). Le nombre de « mois anomalistiques » compris dans cette période (144,68), a une fraction proche de 2/3, signifiant que chaque éclipse à 3 tritos d'intervalle se produit à peu près dans la même position de l'orbite elliptique lunaire, c'est ainsi que ces éclipses de cette succession seront globalement similaires.

## Source
- (en) Cet article est partiellement ou en totalité issu de l’article de Wikipédia en anglais intitulé « Tritos » (voir la liste des auteurs).